# 雪之音
《雪之音》（日语：雪の音）是GReeeeN的第18張單曲，於2012年12月19日由NAYUTAWAVE RECORDS發行。

## 概要
此單曲距離上一張單曲《OH!!!!困惑!!!!》（OH!!!!迷惑!!!!）發行約七個月，為GReeeeN於2012年發行的第4張單曲。單曲的「初回限定盤」附送收錄了《雪之音》音樂影片的DVD。A面曲《雪之音》於同年12月5日起於iTunes Store、RecoChoku等開放下載。B面曲《在繁星落下的夜晚》則於同年12月19日開放下載。

## 歌曲
《雪之音》是GReeeeN第一首於單曲中發行，以冬天和戀愛為主題的歌曲。根據GReeeeN於官方網站的介紹，他們將「發覺喜歡了你的那個瞬間」寫下來，「難過，心痛，卻又温暖」，「以冬天的氛圍，將世上最幸福的一瞬間放進歌裏」。Billboard JAPAN的武川春奈評論指《雪之音》發行日期接近聖誕節，歌中亦有鈴的聲音，隨處散發着冬天的色彩。她又指這首帶有浪漫旋律的歌所描寫苦樂參半的戀愛心情，能讓很多十多歲至二十多歲的人有同感。她最後稱讚GReeeeN所寫的情歌「純度經常都很高」。
《雪之音》被採用為東日本旅客鐵道（JR東日本）「JR SKISKI」的電視廣告歌曲。

## 音樂影片
《雪之音》的音樂影片（PV）由直執導。三名主角由中山繪梨奈、竹内太郎和飾演。PV以一所大學的攝影部為舞台，描述「一心一意於攝影的遲鈍男生」、「傾慕這個男生的笨拙女生」和「率直表達感情的純真女孩」三人間的愛情故事。PV有大學校園和下雪街頭的場景。這個PV是GReeeeN的第14個PV，但他們仍未曾參與PV的演出。

## 排行榜成績
《雪之音》於Oricon公信榜單曲週榜取得第6名。此單曲於Billboard JAPAN Hot 100則取得第2名，屈居於乃木坂46《制服模特兒》之下。A面曲《雪之音》亦曾於iTunes Weekly Top Song Chart連續兩星期取得冠軍（2012年12月4日至12月9日、2012年12月10日至2012年12月16日）。

## 收錄歌曲
| CD   | CD                   | CD      | CD   |
| 曲序 | 曲目                 | 词曲    | 编曲 |
| ---- | -------------------- | ------- | ---- |
| 1.   | 雪之音（雪の音）           | GReeeeN | JIN  |
| 2.   | 在繁星落下的夜晚（星の降る夜に） | GReeeeN | JIN  |

## 外部連結
- UNIVERSAL MUSIC JAPAN （页面存档备份，存于）（日語）
- JR SKISKI 2012-13 廣告影片（日語）
- 原文歌詞 （页面存档备份，存于）（日語）